# Drudàs
Drudàs (francès Drudas) és un municipi occità de Gascunya, situat al departament de l'Alta Garona i a la regió d'Occitània.